# NGC 3232
NGC 3232 este o interacțiune de galaxii situată în constelația Leul Mic. A fost descoperită în 29 decembrie 1861 de către Heinrich Louis d'Arrest.